# Messier 12
Messier 12 (NGC 6218) é um aglomerado globular de estrelas na constelação de Ofiúco. Foi descoberto pelo francês Charles Messier em 30 de maio de 1764.
Localizado a cerca de 3° de distância de Messier 10 na abóbada celeste, o sistema está a cerca de 16 000 anos-luz da Terra e têm um diâmetro espacial de cerca de 75 anos-luz. As estrelas mais brilhantes do aglomerado têm magnitude aparente de 12,0. É pouco denso em relação a outros aglomerado globular e o sistema foi por muito tempo classificado como aglomerado aberto. Tem magnitude aparente 6,7 e não é visível a olho nu, mas visível com binóculos ou telescópios amadores.

## Descoberta e visualização
O aglomerado globular foi descoberto originalmente pelo astrônomo francês Charles Messier em 30 de maio de 1764. Descreveu-o como uma nebulosa sem estrelas. Dez anos mais tarde, Johann Elert Bode também classificou o objeto como uma nebulosa. Os telescópios de Messier e Bode não eram capazes de resolver as estrelas mais brilhantes do aglomerado, que foram observadas primeiramente por William Herschel, descobridor de Urano, em 1783.

## Características

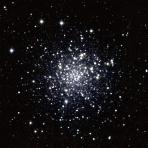
Messier 12, projeto 2MASS

É praticamente um "gêmeo" de seu vizinho aparente, Messier 10, embora seja ligeiramente maior, mas ligeiramente menos brilhante. É um aglomerado globular pouco denso, classe IX, segundo a classificação de Harlow Shapley e Helen Sawyer Hogg, onde aglomerados de classe I são os mais densos e os de classe XII são os menos densos. Situa-se a uma distância de 16 200 anos-luz em relação à Terra e seu diâmetro aparente é de 16 minutos de grau, o que corresponde a um diâmetro real de 75 anos-luz. Está se aproximando radialmente da Terra a uma velocidade de 16 km/s.
Segundo Sawyer Hogg, sua classe espectral é F7 e seu índice de cor é 0,0. A magnitude aparente média de suas estrelas é 13,97, com as estrelas mais brilhantes de magnitude 12. A magnitude aparente do aglomerado como um todo é 6,7. Segundo Allan Sandage, existem 13 estrelas variáveis no aglomerado.

## Galeria

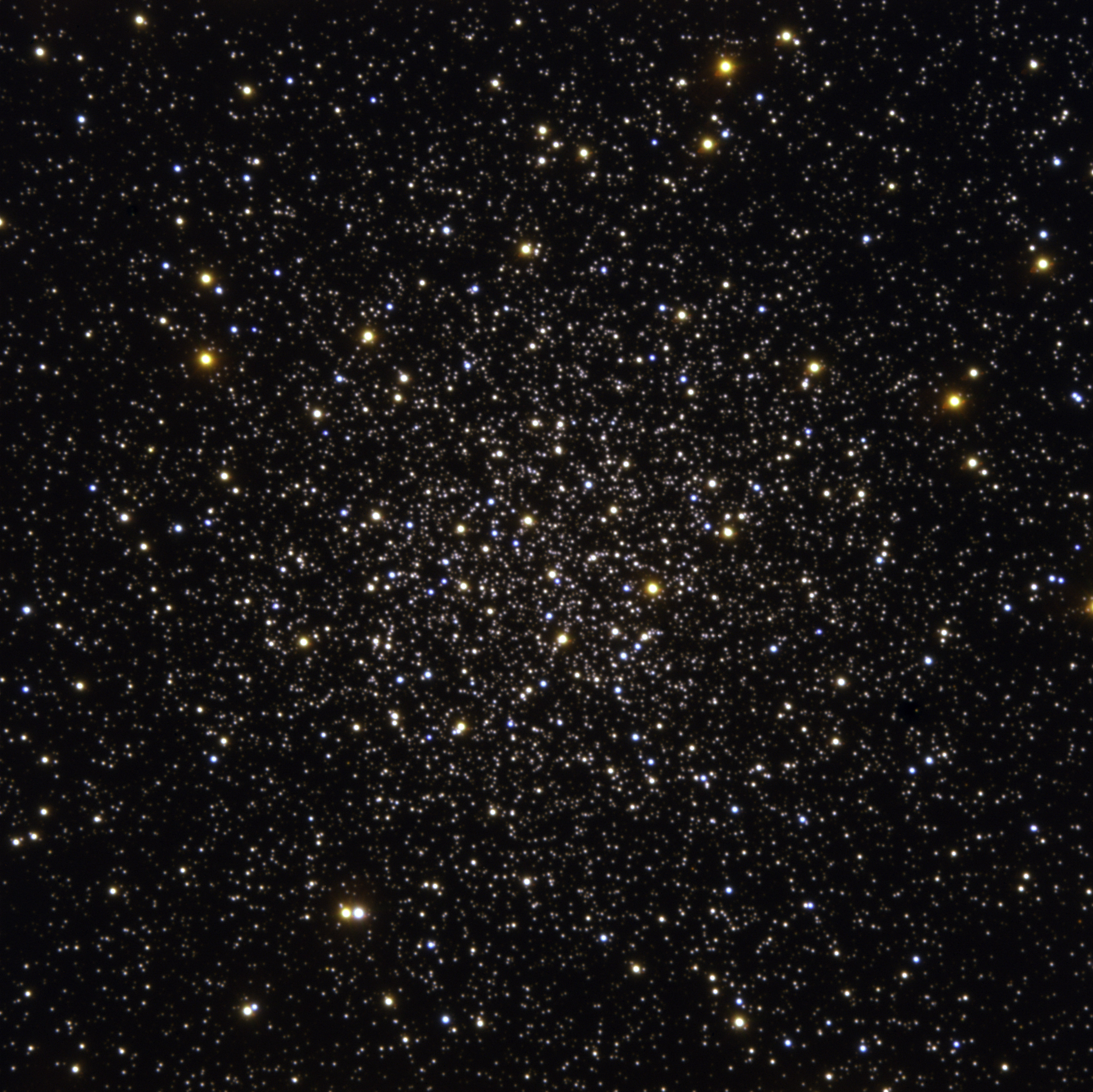
Messier 12, ESO
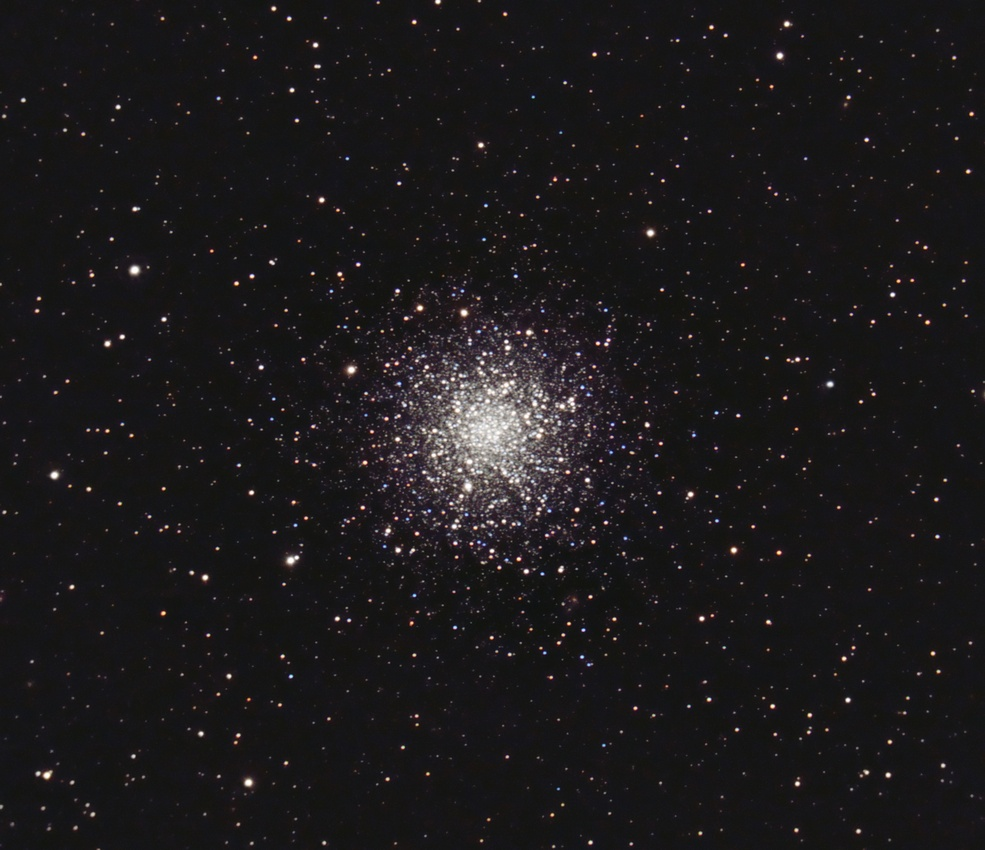
Messier 12, Hunter Wilson